# یوسوکه تاکیتا
یوسوکه تاکیتا (انگلیسی: Yūsuke Takita; ۲۹ نوامبر ۱۹۳۰ – ۳ مهٔ ۲۰۱۵) بازیگر اهل ژاپن بود.